# Ering

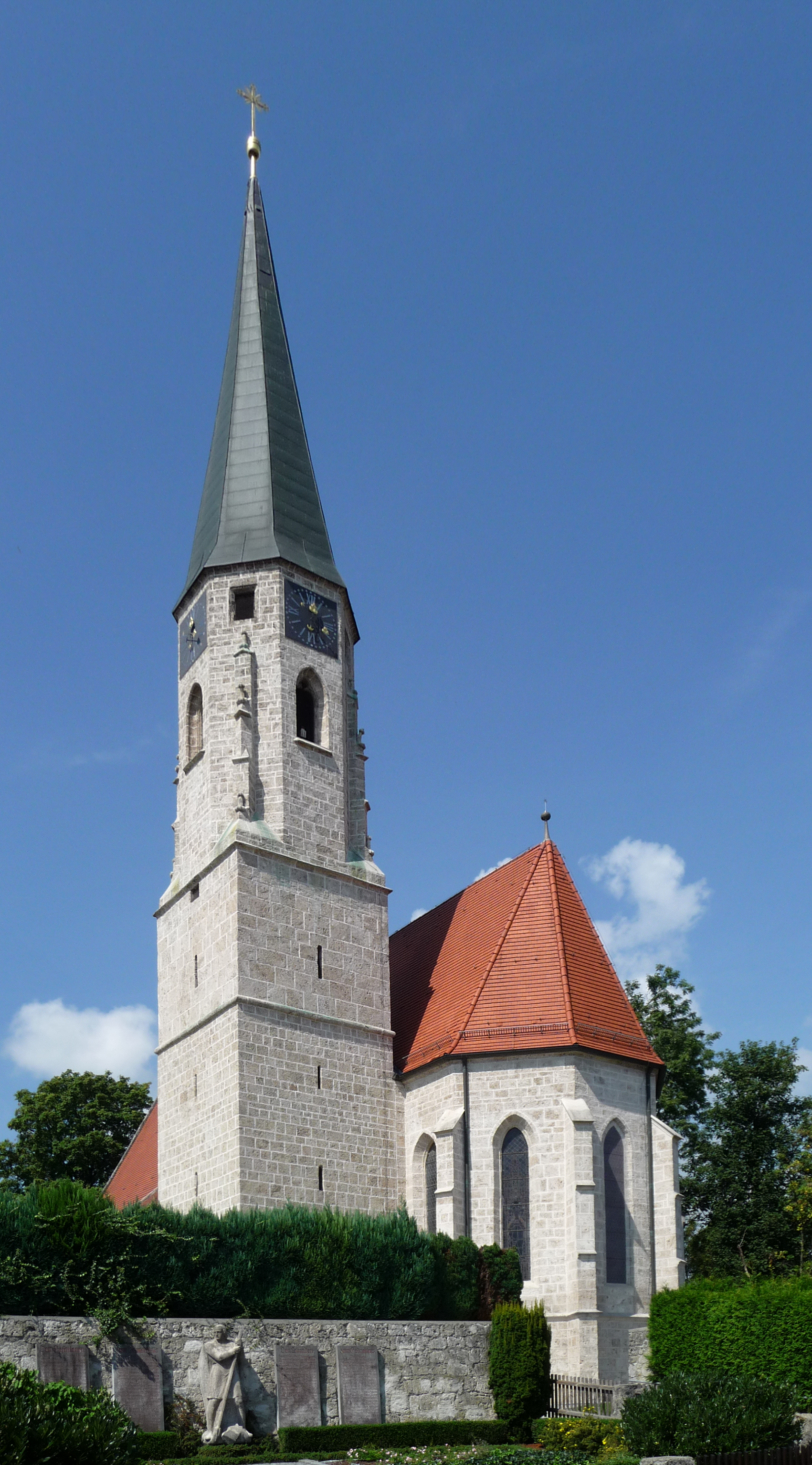
Die Pfarrkirche Mariä Himmelfahrt

Ering ist eine Gemeinde im niederbayerischen Landkreis Rottal-Inn.

## Geografie

### Geografische Lage
Die Gemeinde liegt in der Region Landshut am Inn, der zugleich die Staatsgrenze zu Österreich bildet. Vom breiten Flusstal im Süden geht das Gemeindegebiet nach Norden hin in tertiäres, typisch niederbayerisches Hügelland mit Wäldern, Wiesen und landwirtschaftlichen Anwesen über. Ering liegt an der B 12 bzw. an der künftigen A 94 etwa 24 km südöstlich der Kreisstadt Pfarrkirchen, 11 km nordöstlich von Simbach, 18 km südwestlich von Pocking sowie 43 km von Passau und 38 km von Burghausen entfernt.

### Gemeindegliederung
Es gibt 92 Gemeindeteile:
- Aich
- Anzened
- Asbäck
- Au
- Auggenthal
- Bachhaus
- Birmaier
- Bründl
- Brunnbauer
- Büchl
- Danninger
- Dorf
- Ed bei Kirn
- Ed bei Münchham
- Eglsee
- Entholz
- Ering
- Erlat
- Ernegg
- Frank
- Gerwalln
- Gries
- Grießer
- Grub b.Kirn
- Grub b.Sankt Anna
- Gschnaid
- Haidvolk
- Halmlehen
- Hardt
- Heitzing
- Henghub
- Hiendling
- Hinterleiten
- Hochreut
- Hochstein
- Hof
- Jetzing
- Jetzlleiten
- Jungmeier
- Kaufreut
- Kirn
- Kletzl
- Kohlleiten
- Kos
- Kreuzer
- Kühstein
- Langlehen
- Lippeck
- Loh
- Maierhof
- Maisenberg
- Meisl
- Mühlberg b.Kirn
- Mühlberg b.Münchham
- Münchham
- Neumühle
- Notzart
- Oberbüchl
- Oberhenhart
- Pettenau
- Pfaffenöd
- Pfaffenthal
- Pildenau
- Prenzing
- Rafau
- Reith
- Reut
- Sankt Anna
- Scheiblhub
- Schmidlehner
- Schneiderleiten
- Spitzendobl
- Stadlhof
- Stagl
- Steining
- Straß
- Thal
- Tiefengrub
- Unterhenhart
- Unternbüchl
- Veitlhub
- Viehhausen
- Weg
- Wegmühle
- Weidau
- Wies
- Wies b.Kirn
- Wies b.Münchham
- Winkl
- Zauner
- Zaußing
- Zulehner

Es gibt die Gemarkungen Ering, Münchham und Kirn.

## Geschichte

### Bis zur Gemeindegründung
Die erste urkundliche Erwähnung von Aeringa stammt aus dem Jahre 725.
In einer Schenkung an die Stephanskirche in Passau wurden drei Anwesen von einem gewissen Uttinhus an diese Kirche gegeben.
(Monumenta Boica XXVIII,2,55. HAB S. 34). Der Ortsname mit dem typisch bajuwarischen -ing-Suffix bedeutet ‚Siedlung des Ero‘.
Im Jahre 1009 schenkte König Heinrich II. (der Heilige) die Herrschaft Ering mit allem, was dazugehörte, dem Stift Bamberg. Fast 300 Jahre hatten die Bamberger Bischöfe das Sagen.
Im Jahre 1174 hielt Herzog Heinrich der Löwe in Ering Landtag. Dies war ein großes Fest mit Trinkgelagen und dergleichen Veranstaltungen. Es liegt die Vermutung nahe, dass da der Eringer Kirta seinen Ursprung nahm.
Bischof Arnold musste 1296 den Besitz Ering an die Grafen von Hals verpfänden. Denen von Hals gehörte auch die Burg Erneck. Feinde der Halser stürmten 1330 die Burg Erneck und brannten sie nieder. Sie wurde wieder aufgebaut und stand bis zum Jahre 1504 auf den Hügeln nördlich von Ering.
In den Augusttagen 1504 gingen neben Erneck auch Julbach und Stubenberg in Flammen auf und brannten völlig nieder. So ging die Herrschaft Ering-Erneck, die seit dem Jahre 1377 im Besitz der bayerischen Herzöge von Bayern-Landshut war, zu Ende.
Das wittelsbachische Pflegegericht Ering mit Frauenstein und der Hofmark Mining wurde 1508 durch Herzog Albrecht IV. von Bayern an die Brüder Paumgartner für ihre Verdienste im Landshuter Erbfolgekrieg am Montag nach St. Dorotheen-Tag für 13500 Gulden (ausgenommen landesfürstliche Obrigkeit und Halsgericht) verkauft.
Die Herrschaft umfasste Burg Frauenstein (welche jetzt mehrfach zerbrochen), die Herrschaft Erneck samt Burgstall (welche in  Trümmern lag), Hofbau, Taverne, Schmieden, Badstüben, Mühlen, die Dörfer Mining, Ering, Graben, Malching, Münchham, Kühstein, Griesser u. a. Eheschaften. Ein Verzeichnis aller Besitzungen, Einkünfte und Rechte ist im Urbar des Schlosses Ering niedergeschrieben.
Die Paumgartner (Baumgartner) gelangten 1523 auch in den Besitz der Schlossherrschaft von Ering. Sie erwarben, wie es in der Kaufurkunde heißt, „den gemauerten Sitz, bei der Pfarrkirche gelegen an der Friedhofsmauer“. Die früheren Herrschaften waren die Rosenstingls und die Ritter Gogkendorfer. Die Gogkendorfer waren im Mannesstamm ausgestorben; die einzige Tochter verkaufte das Erbe, da sie selbst kränklich war.
Ering gehörte zum Rentamt Burghausen und zum Landgericht Mörmoosen des Kurfürstentums Bayern. Mit dem Frieden von Teschen 1779 kamen die östlich des Inn gelegenen Gebiete des kurfürstlichen Rentamtes Burghausen als „Innviertel“ zu Österreich. Dies hatte auch Auswirkungen auf Ering, da der Untere Inn, der bis dahin in erster Linie ein Handelsweg innerhalb Bayerns gewesen war, damit zum Grenzfluss zwischen Bayern und Österreich ob der Enns wurde.
Im Zuge der Verwaltungsreformen in Bayern entstand mit dem Gemeindeedikt von 1818 die heutige Gemeinde.

### Eingemeindungen
Im Zuge der Gebietsreform in Bayern wurde am 1. Januar 1971 die Gemeinde Münchham eingegliedert.

### Einwohnerentwicklung
Zwischen 1988 und 2018 sank die Einwohnerzahl von 1856 auf 1787 um 69 Einwohner bzw. um 3,7 %.
- 1961: 2398 Einwohner
- 1970: 2157 Einwohner
- 1987: 1845 Einwohner
- 1991: 1941 Einwohner
- 1995: 1992 Einwohner
- 2000: 1953 Einwohner
- 2005: 1901 Einwohner
- 2010: 1903 Einwohner
- 2015: 1769 Einwohner

## Politik

### Bürgermeister und Gemeinderat
Erster Bürgermeister ist Johann Wagmann (CSU); er wurde im März 2020 wiedergewählt.
Die weiteren Bürgermeister sind: 2. Bgm. Thorsten Frankenberger (SPD) und 3. Bgm. Gerold Bauer (EBL).
Der Gemeinderat 2020 bis 2026 besteht aus den Sitzen: CSU 4; SPD 3; Eringer Bürgerliste (EBL) 2; Freie Wählergemeinschaft Münchham (FWG) 2; Freie Christliche Wählergemeinschaft Kirn (FCWG) 1.

### Wappen
| Wappen von Ering | Blasonierung: „In Blau über goldenem Wellenschildfuß aus einem geflochtenen goldenen Zaun wachsend ein goldener Löwe“ |
| Wappen von Ering | Wappenbegründung: Der Wellenschildfuß, ein Flusssymbol, steht für die Lage der Gemeinde am Inn. Der aus dem Flechtwerkzaun wachsende Löwe stammt aus dem Wappen der Grafen von Baumgarten, die von 1508 an über Jahrhunderte als Inhaber der Herrschaft Ering, einer geschlossenen Hofmark mit einer ausgedehnten Grundherrschaft, nachweisbar sind. Die Grafen von Baumgarten waren als Inhaber des Patrimonialgerichts Ering bis Mitte des 19. Jahrhunderts von Bedeutung. Dieses Wappen wird seit 1975 geführt. |

Gemeindefarben: blau-gelb-blau

### Gemeindepartnerschaften
- Csengele (Ungarn)

## Sehenswürdigkeiten

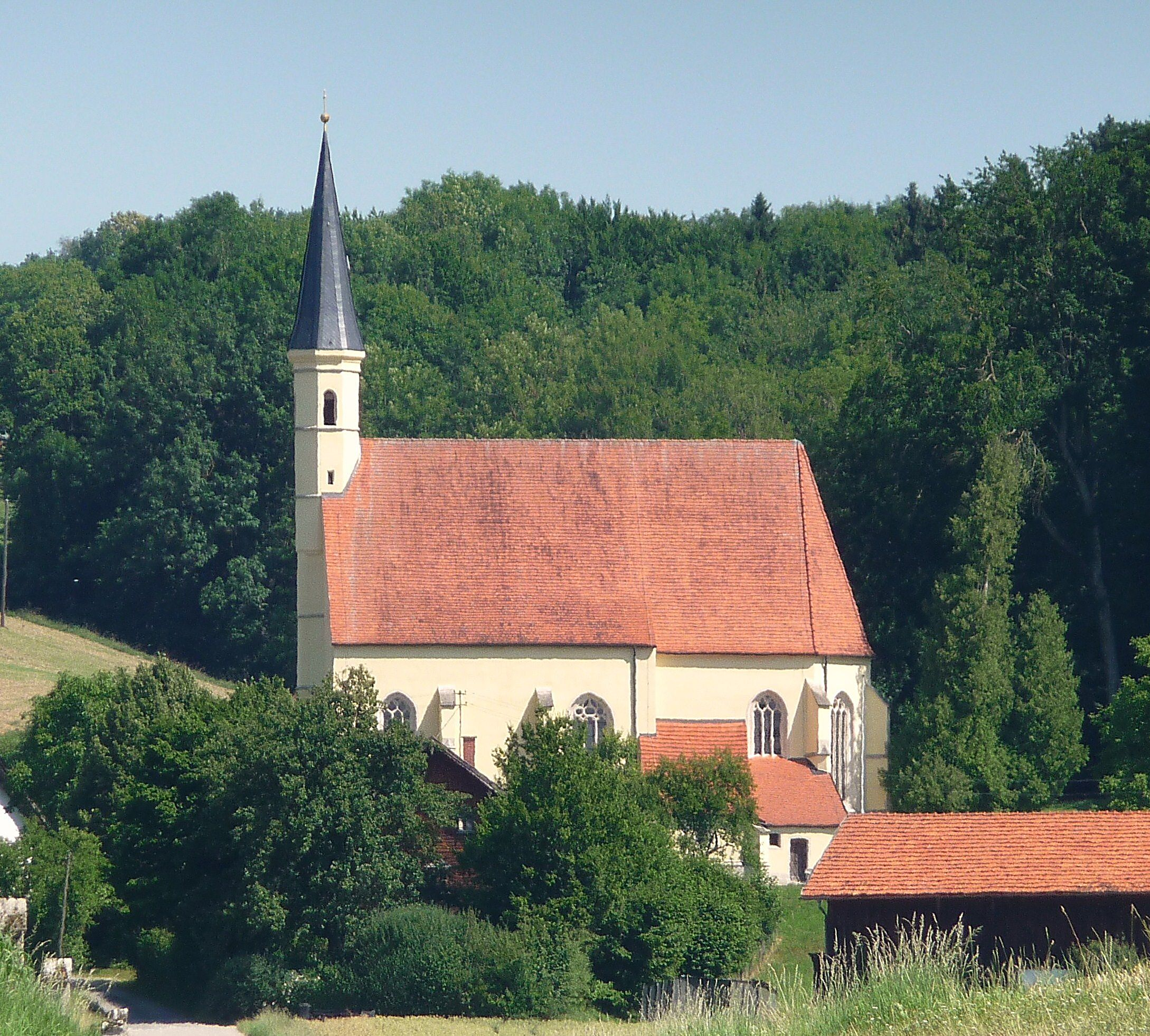
Die Wallfahrtskirche St. Anna

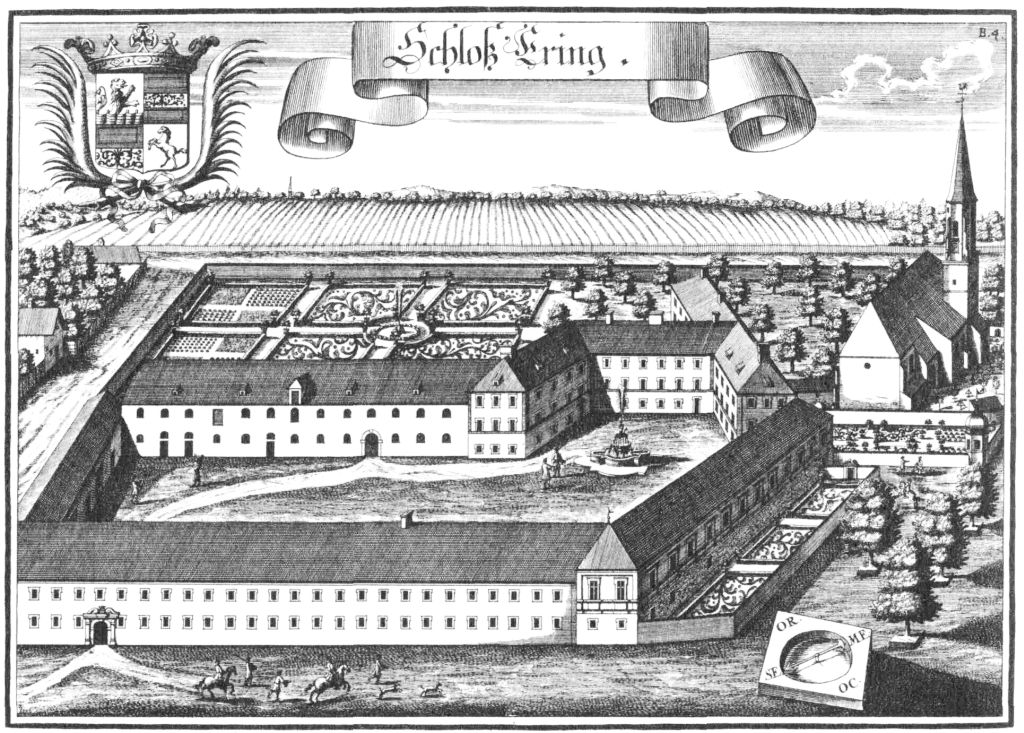
Schloss Ering nach einem Kupferstich von Michael Wening von (1721)

- Pfarrkirchen: Mariä Himmelfahrt in Ering, St. Mauritius in Münchham, St. Ulrich in Kirn
- Wallfahrtskirche St. Anna, mit Kreuzweg und zwölf Bildstöcken. Entlang der Außenseite befinden sich die Gräber der Schlossbesitzer von Ering aus den Familien der Grafen Sedlnitzky und Esterházy von Galantha
- Kirche St. Johannes und Paulus in Pildenau; auf den vermutlich in Pildenau geborenen Papst Damasus II. verweist eine hier aufgestellte Gedenkplatte

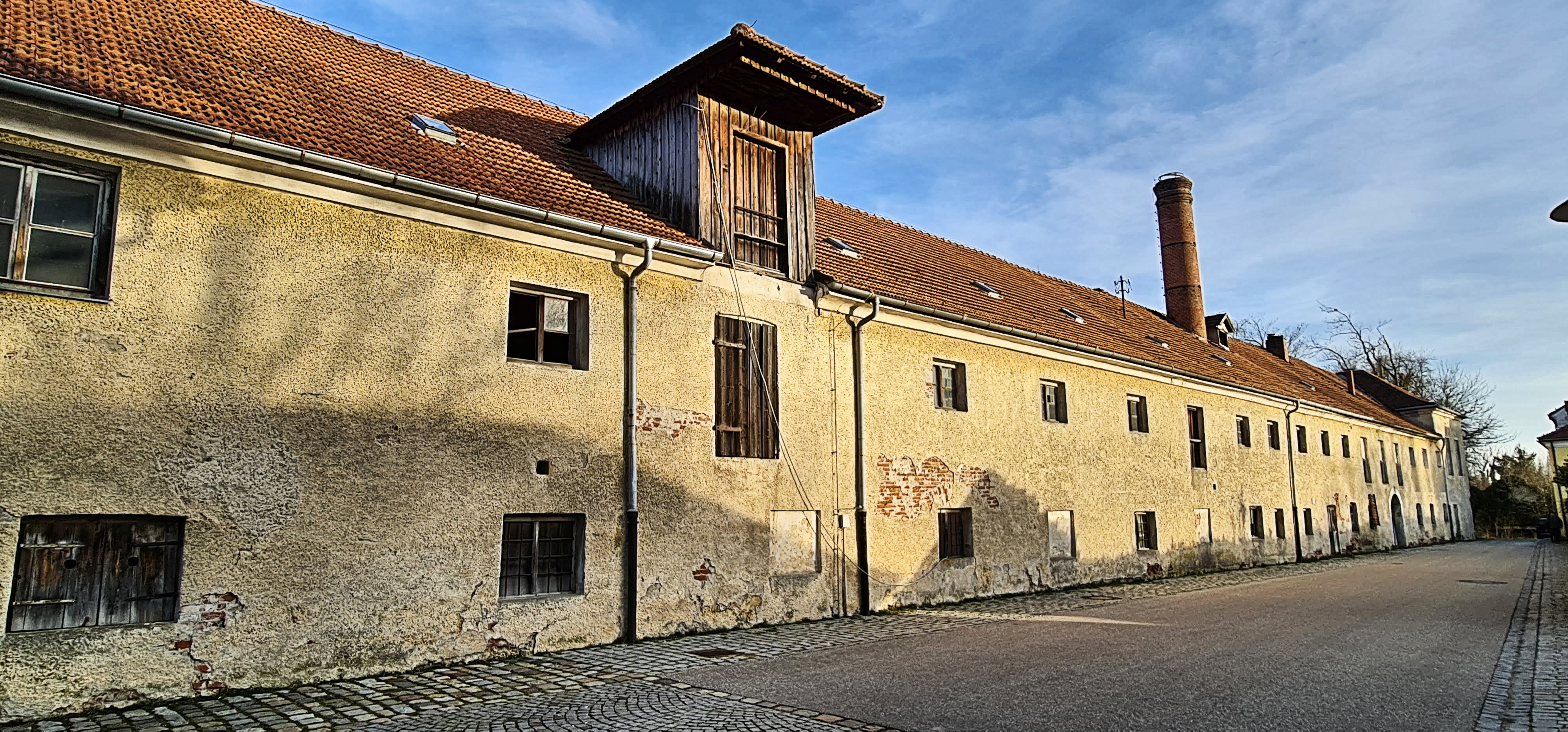
Schloss Ering, Schloßring 1/1A, Winter 2024

- Die erste Burg Erneck auf der Anhöhe in Erneck wurde im Landshuter Erbfolgekrieg 1504 zerstört. Auf den Grundmauern eines alten Ansitzes in der Hofmark wurde ab 1523 in mehreren Etappen durch die Paumgartner allmählich eine ausgedehnte und repräsentative Schlossanlage erbaut. Durch Johann Joseph Franz Albrecht Thaddäus Graf von Paumgarten wurde diese nochmals umgestaltet und 1772 abgeschlossen. Derzeitiger Besitzer ist Paul Daniel Graf Esterházy von Galantha. Das Schloss ist in Privatbesitz und kann nicht besichtigt werden

- Naturdenkmal Lindenallee
- Europareservat Unterer Inn, Natur- und Vogelschutzgebiet mit internationaler Bedeutung

## Veranstaltungen
- Eringer Kirta (traditionelles jährliches Volksfest am Wochenende des dritten Sonntags im September)

## Wirtschaft und Infrastruktur

### Wirtschaft einschließlich Land- und Forstwirtschaft
Es gab 1998 nach der amtlichen Statistik  im Bereich der Land- und Forstwirtschaft vier, im produzierenden Gewerbe 107 und im Bereich Handel und Verkehr 25 sozialversicherungspflichtig Beschäftigte am Arbeitsort. In sonstigen Wirtschaftsbereichen waren am Arbeitsort 55 Personen sozialversicherungspflichtig beschäftigt. Sozialversicherungspflichtig Beschäftigte am Wohnort gab es insgesamt 561. Im verarbeitenden Gewerbe gab es zwei Betriebe, im Bauhauptgewerbe drei Betriebe. Zudem bestanden im Jahr 1999 104 landwirtschaftliche Betriebe mit einer landwirtschaftlich genutzten Fläche von 2274 ha, davon waren 1577 ha Ackerfläche und 684 ha Dauergrünfläche.

### Verkehr
Wichtigste Verkehrsanbindung ist die Bundesstraße 12. Diese wird aktuell im Zuge einer Ortsumgehung zu einem Teilstück der Autobahn A 94 ausgebaut.

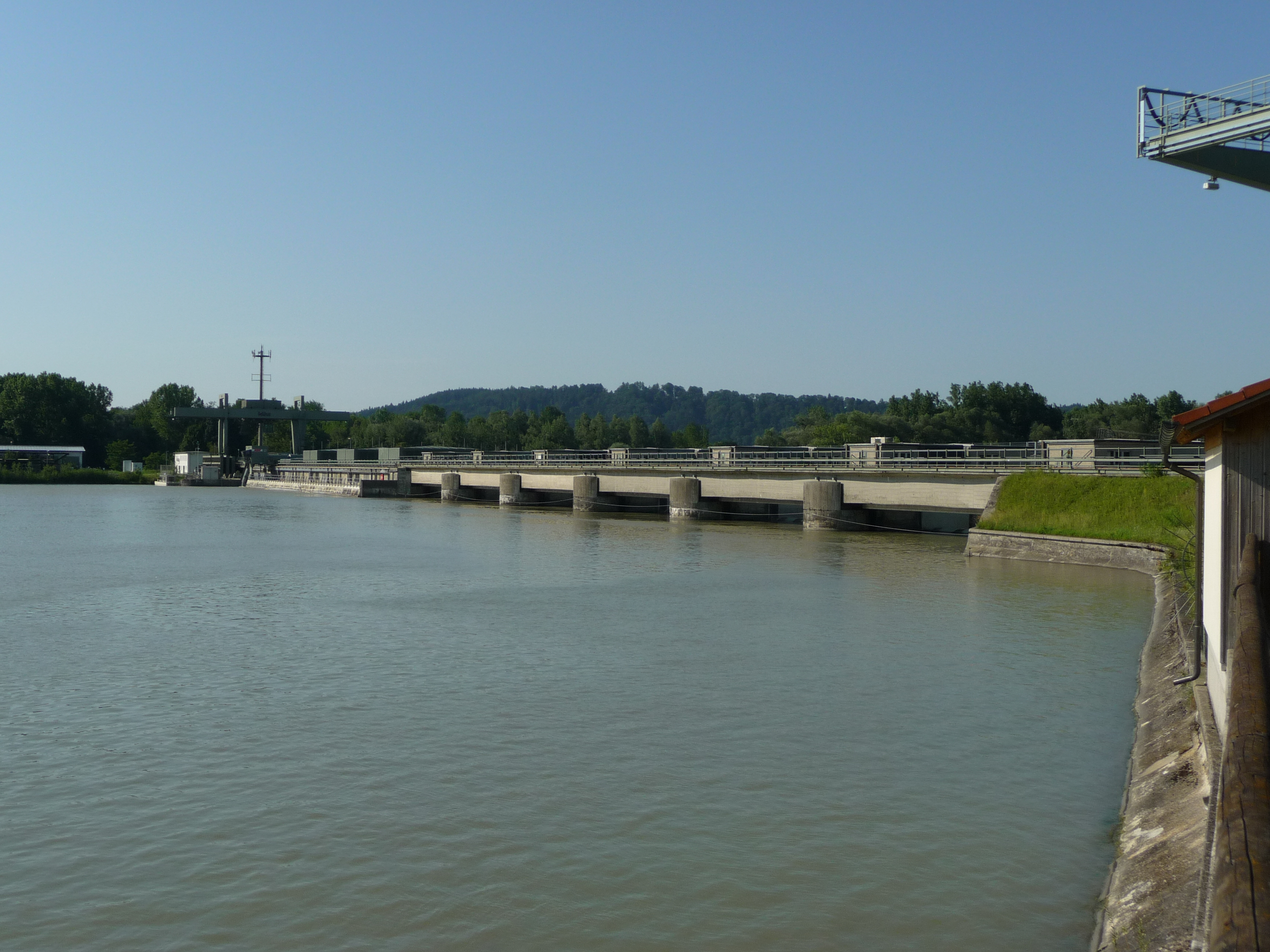
Fuß- und Radweg über das Kraftwerk Ering-Frauenstein

Ferner gibt es einen Übergang für Radfahrer und Wanderer am Laufwasser-Kraftwerk Ering-Frauenstein (Gde. Mining, OÖ) über den Inn nach Österreich.

### Öffentliche Infrastruktur

#### Bildungseinrichtungen
Es gibt folgende Einrichtungen (Stand: 2015):
- Kindergärten: 82 Kindergartenplätze mit 67 Kindern
- Volksschulen: eine mit vier Klassen und 64 Schülern

#### Freizeiteinrichtungen
- beheiztes Inntalschwimmbad mit Liegewiese und Beachvolleyballplatz
- über 300 km ausgewiesene Rad- und Wanderwege
- Naturerlebnisweg im Europareservat Unterer Inn (international bedeutendes Natur- und Vogelschutzgebiet)
- Info-Zentrum informiert über Ökologie und Vogelwelt, Ausstellungen"

## Persönlichkeiten

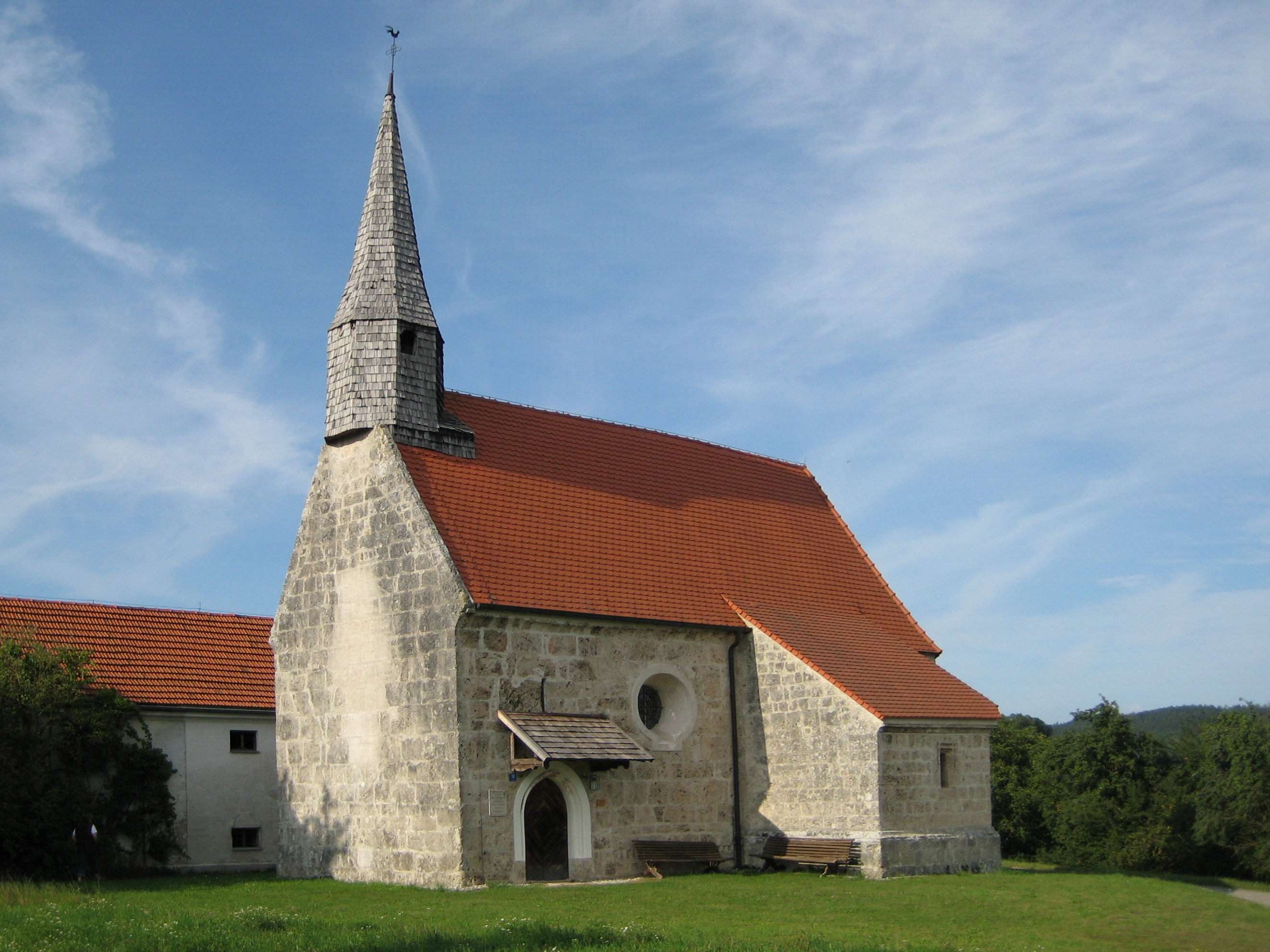
Filialkirche St. Johannes und Paulus in Pildenau

- Ludwig Bründl (* 1946), deutscher Fußballmeister
- Damasus II.: Am 25. Januar 1048 bestimmte Kaiser Heinrich III. den in Pildenau geborenen Bischof Poppo von Brixen zum Papst als Nachfolger Clemens II.; er regierte nur 23 Tage, vom 17. Juli bis 9. August 1048.
- Gottfried Mayer (1865–1938), Malzfabrikant und Reichstagsabgeordneter
- Max Inzinger (1945–2021), Fernsehkoch
- Joseph Rathgeber sen., Gründer der Waggonfabrik Josef Rathgeber, wurde am 26. Februar 1810 in Ering am Inn geboren, hatte den Beruf eines Hufschmieds erlernt und am 21. Juni 1839 für 5500 fl (Gulden) die reale Hufschmiedgerechtsamkeit von Ernst Bräuer an der Marstallstraße 7 in München erworben. Am 19. November 1839 wurde Joseph Rathgeber vom Magistrat München das Bürgerrecht verliehen. Am 16. Februar 1841 ehelichte Rathgeber die Münchner Bäckerstochter Maria Kellerer. Dieser Ehe entstammten zehn Kinder, darunter am 15. Februar 1846 Josef Rathgeber jun. und am 11. April 1857 Rudolf Eduard Rathgeber, die später den väterlichen Betrieb übernahmen.